# 22347 Mishinatakashi
22347 Mishinatakashi è un asteroide della fascia principale. Scoperto nel 1992, presenta un'orbita caratterizzata da un semiasse maggiore pari a 2,3707388 au e da un'eccentricità di 0,2011938, inclinata di 2,15409° rispetto all'eclittica.